# العلاقات الأردنية اللبنانية
العلاقات الأردنية اللبنانية هي العلاقات الثنائية بين الأردن ولبنان، دولتان من دول غرب آسيا / الشرق الأوسط. للأردن سفارة في بيروت وللبنان سفارة في عمان.

## التاريخ
كل من لبنان والأردن هما دولتان تقعان في منطقة المشرق، ويشتركان في روابط ثقافية وتاريخية وثيقة ومشتركة. تم تطوير هذا التراث المشترك بين الأردن ولبنان تاريخيًا بشكل أعمق وأعمق من خلال ارتباطهما بالكتاب المقدس المسيحي، والتنوع الديني القوي هناك.  احتلت كلتاهما أيضًا قوى مختلفة، من الإمبراطورية الفارسية القديمة في الشرق، إلى الإمبراطورية المقدونية والإمبراطورية الرومانية، وانتشار الخلافة العربية، واعتناق الإسلام الذي أدى إلى المزيد من سيطرة الإمبراطورية العثمانية. في نهاية الحرب العالمية الأولى، احتلتهما كل من الإمبراطورية البريطانية وفرنسا؛ ومع ذلك، تبقى روابطهم الثقافية دون تغيير.
بدأت العلاقة الحديثة بين الأردن ولبنان في القرن العشرين فقط بعد رحيل الإمبراطوريتين الاستعماريتين الأوروبيتين. بالنسبة لمعظم علاقاتهما، يشترك الأردن ولبنان في علاقات ودية. ولكن في عام 1970، بدأ عدم الاستقرار في الدخول بين الأردن ولبنان مع القتال بين منظمة التحرير الفلسطينية والقوات المسلحة الأردنية في عمان، وبلغت ذروتها في حدث أيلول الأسود. تمكن الأردن من طرد منظمة التحرير الفلسطينية إلى لبنان، لكن اللبنانيين لم يتمكنوا من السيطرة على الوضع وسرعان ما اندلعت الحرب الأهلية اللبنانية، واشتدت حدة النزاعات الطائفية داخل لبنان.  في حين بدأ الأردن يتخوف من الأوضاع غير المستقرة في لبنان، تلقى موجة من الاستثمارات الجماعية، وتحول الأردن فعليًا من فقير إلى واحد من الدول ذات الاقتصاد المستقر في آسيا والشرق الأوسط.  بعد انتهاء الحرب اللبنانية في التسعينيات، أعاد البلدان العلاقات بينهما.

## العلاقات الحديثة
يحافظ الأردن ولبنان على علاقة قوية وودية، حيث زار سعد الحريري الأردن في عام 2010.
يتبادل البلدان أيضًا المخاوف المشتركة بشأن سوريا في خضم الحرب الأهلية السورية، التي يستضيف فيها لبنان والأردن العديد من اللاجئين السوريين الفارين من البلاد. يشترك الأردن ولبنان أيضًا في جبهة مماثلة ضد داعش.
نظرًا لأن كلا البلدين يواجهان معًا اضطرابات اقتصادية وسياسية منذ عام 2017، فقد خلق هذا حذرًا حيال عدم الاستقرار في كلا البلدين.
وفي أبريل 2025 أوقفت السلطات الأردنية خلية تُعرف باسم "خلية الفوضى" كانت تخطط للمساس بالأمن الوطني ونشر الفوضى في البلاد. بعد الاعتقال، ظهرت مخاوف من أن الخلية تلقت تدريبات في لبنان، مما أدى إلى محادثات بين وزير الخارجية الأردني أيمن الصفدي ووزير الخارجية اللبناني يوسف رجي بشأن التحقيق في القضية. كما أجرى الرئيس اللبناني جوزاف عون اتصالًا هاتقيًا بالعاهل الأردني الملك عبد الله الثاني لتأكيد التعاون المتعلق بتحقيق القضية.
وفي 17 أبريل 2025 التقى وفد برلماني أردني نائب رئيس مجلس النواب اللبناني إلياس بو صعب في بيروت، للتعبير عن دعم الأردن لكل ما يتعلق بإعادة الاستقرار في لبنان. وأشار النائب الأول لرئيس مجلس النواب الأردني الدكتور مصطفى الخصاونة الذي يرأس الوفد الأردني، إلى مواقف الملك عبد الله الثاني الداعم لاستقرار وأمن لبنان ولجهود إعادة تفعيل المؤسسات اللبنانية. كما ناقش الوفد ضرورة تعزيز العلاقات بين الدولتين.